# Ichikawa Ebizō XI
Ichikawa Ebizō XI (十一代目 市川 海老蔵, Jūichidaime Ichikawa Ebizō), né le 6 décembre 1977 sous le nom de Horikoshi Takatoshi, est un acteur-vedette du théâtre kabuki.

## Biographie

### Acteur dekabukiet de télévision
Héritier d'une longue dynastie d'acteurs traditionnels remontant aux origines du kabuki, il fait ses premiers pas sur scène à l'âge de cinq ans en 1983, sur les planches du Kabuki-za. Il reçoit le nom d'Ichikawa Shinnosuke VII à huit ans, c'est sous ce nom qu'il acquiert une forte popularité non seulement au sein du théâtre traditionnel, mais aussi auprès du grand public, en jouant pour la télévision japonaise (il incarne notamment le personnage de Musashi en 2003).
En mai 2004, au Kabuki-za de Tokyo, il reçoit le prestigieux nom d'Ichikawa Ebizō. La cérémonie de changement de nom (shūmei) sera célébrée également en juin, puis en juillet à Osaka, puis encore en octobre de la même année à Paris, au Théâtre de Chaillot. Cette exportation de la cérémonie du shūmei est exceptionnelle et marque bien le regain d'intérêt pour cet art ancestral, ainsi que la volonté de la famille Ichikawa de se populariser et de se faire connaître en dehors du monde des spécialistes du Kabuki.
En mars 2007, il a représenté Kanjinchō et Momijigari à l'Opéra Garnier, avec son père Ichikawa Danjūrō XII. En 2011, Ichikawa Ebizo incarne le rôle principal du film Hara-Kiri : Mort d'un samouraï, de Takashi Miike.
En janvier 2016 sont diffusés deux épisodes spéciaux de 45 minutes de la série animée Détective Conan intitulés Conan et Ebizō : le mystère du Kabuki Jūhachiban (épisodes 804 et 805) où il interprète son propre personnage.
En 2020, il organise une tournée japonaise intitulée À la découverte des textes anciens (古典への誘い, Koten e no izanai) pour mettre le kabuki à la portée des petites villes,.

### Vie privée
Il épouse, en mars 2010, une présentatrice de télévision japonaise, Mao Kobayashi. Son épouse décède le 22 juin 2017, des suites d'un cancer du sein, un mois avant son 35e anniversaire
Le 25 novembre 2010, il est violemment agressé dans un bar du quartier de Nishiazabu, à Tōkyō. Il subit de sévères blessures au visage qui le contraignent à annuler plusieurs représentations. Pour cette raison, il présente des excuses le 7 décembre 2010 lors d'une conférence de presse à Tōkyō.

## Filmographie

### Cinéma
- 2006 : Deguchi no nai umi : Koji Namiki
- 2010 : Space Battleship Yamato (film) de Takashi Yamazaki
- 2011 : Hara-Kiri : Mort d'un samouraï de Takashi Miike : Hanshirō Tsugumo
- 2013 : Rikyû ni tazuneyo
- 2014 : Kuime : Kousuke Hasegawa / Tamiya Iemon
- 2017 : Blade of the Immortal : Eiku Shizuma

### Télévision

#### Séries télévisées
- 1995 : Toyotomi Hideyoshi tenka wo toru! : Kippôshi (en tant que Shinnosuke Ichikawa)
- 2003 : Musashi de Ozaki Mitsunobu : Miyamoto Musashi / Shimen Takezo
- 2009 : Mr. Brain : Kohei takei
- 2014 : Yowakutemo katemasu: Aoshi-sensei to heppoko kôkôkyûji no yabô :  Kentarō Yachida
- 2016 : Ishikawa Goemon : Goemon
- 2016 : Détective Conan (épisodes 804 et 805) : lui-même

#### Téléfilms
- 2010 : Kiri no hata : Kinya Ohtsuka